# 死の舞踏 (美術)

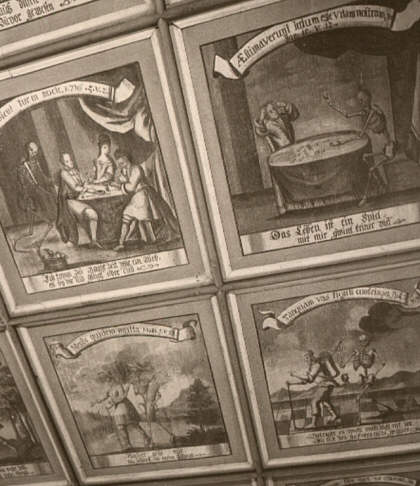
ドイツの都市Wondrebにある聖堂の上天井に描かれた死の舞踏

死の舞踏（しのぶとう、英語: Dance of death）とは、中世末期の14世紀から15世紀のヨーロッパで流布した寓話、およびそれをもとにした一連の絵画や彫刻の様式である。ダンスマカブル（フランス語: La Danse Macabre）、ダンツァマカブラ（イタリア語: La Danza Macabra）、トーテンタンツ（ドイツ語: Totentanz）などともいう。

## 「死の舞踏」成立の背景

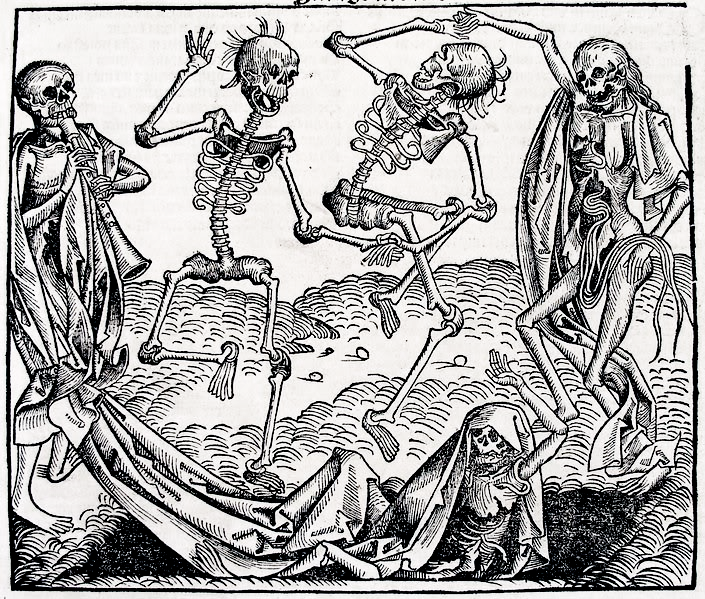
ミヒャエル・ヴォルゲムート　『死の舞踏』1493年、版画

死の舞踏は、死の恐怖を前に人々が半狂乱になって踊り続けるという14世紀のフランス詩が（14世紀のスペイン系ユダヤ人の説もある）起源とされており、一連の絵画、壁画、版画の共通のテーマとして死の普遍性があげられる。生前は王族、貴族、などの異なる身分に属しそれぞれの人生を生きていても、ある日訪れる死によって、身分や貧富の差なく、無に統合されてしまう、という死生観である。
死の舞踏の絵画では、主に擬人化された「死」が、様々な職業に属する踊る人影の行列を、墓場まで導く風景が描かれている。行列は、教皇、皇帝、君主、子供、作業員で構成され、すべて骸骨の姿で描かれるのが代表的な例である。生前の姿はかろうじて服装、杖等の持ち物、髪型などで判断できるが、これらの要素が含まれず、完全に個人性を取り払われた単なる骸骨の姿をとることもある。また、一部肉が残っている骸骨とともに、その腐敗を促すウジ虫が描かれることもある。
一連の「死の舞踏」絵画の背景には、ペスト（黒死病）のもたらした衝撃をあげる説が多い。1347年から1350年にかけてミラノやポーランドといった少数の地域を除くヨーロッパ全土で流行し、当時の3割の人口（地域によっては5割とも言われる）が罹患して命を落とした。ワクチン等の有効な治療策もなく、高熱と下痢を発症し、最期には皮膚が黒く変色し多くの人が命を落としていく様は、いかに人の命がもろく、現世での身分、軍役での勲章などが死の前に無力なものであるかを、当時の人々にまざまざと見せつけることとなった。
当時は百年戦争の最中でもあり、戦役・ペストによる死者が後を絶たないため、葬儀や埋葬も追いつかず、いかなる祈祷も人々の心を慰めることはできなかった。やり場のない悲しみや怒りはペスト＝ユダヤ人陰謀説に転化され、ユダヤ人虐殺が行われた。教会では生き残って集まった人々に対して「メメント・モリ（死を想え）」の説教が行われ、早かれ遅かれいずれ訪れる死に備えるように説かれた。しかし、死への恐怖と生への執着に取り憑かれた人々は、祈祷の最中、墓地での埋葬中、または広場などで自然発生的に半狂乱になって倒れるまで踊り続け、この集団ヒステリーの様相は「死の舞踏」と呼ばれるようになった。芸術家たちがこの「死の舞踏」を絵画にするまで、およそ一世紀の時が必要であったことは、当時がいかに混乱の只中にあったのかを示しているといえる。

## 死の舞踏の絵画史

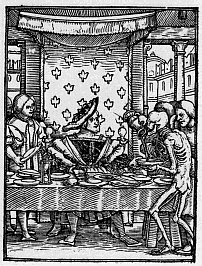
ハンス・ホルバイン作の版画。身分の高い男性の許に死の擬人化である骸骨が訪れている

最初期の死の舞踏絵画としては、パリのサン・ティノサン教会内の墓地の壁に描かれたフレスコ画をあげる研究者が多い（1424年から1425年、現在はすでに撤去されている）。また、バーゼルのコンラート・ヴィッツ、リューベックのバーント・ノトケ（1463年）、ドイツのハンス・ホルバインによる木版画などもよく知られている。特にハンス・ホルバインによる一連の「死の舞踏」に関する木版画は、1524年に下絵が完成した後、印刷業者内で版権が争われるほどの人気だった。1538年に、版権を取得したリヨンの印刷業者から41枚の図版でセットで発売されたホルバインの版画は、好評を博し何度も版を重ねた。
また、イタリア地方ではペトラルカの歌集『凱旋』（I Trionfi、14世紀後半）の影響を受け、踊る骸骨ではなく、鎌などを振りかざした典型的な死神の図像が描かれるのが特徴的である。累々と続く死体の列の上を進む戦車上で死神が誇らしげに鎌を振りかざしている絵や、人々が集まる酒場に突然鎌を持った死神がやって来る絵などもある。これらは「死の舞踏」に対して「死の凱旋」、または「死の勝利」と呼ばれるが、広義の意味では一連の「死の舞踏」に含まれることが多い。
美術史研究者や歴史家などの間では、死の舞踏の図像学（イコノグラフィー）的解析が試みられており、一連の絵画から当時の人々の心性や死生観、ならびにキリスト教信仰の変遷の分析が現在も行われている。日本では2000年に国立西洋美術館で行われた企画展「死の舞踏 ― 中世末期から現代まで」が開かれ注目された。

## ギャラリー

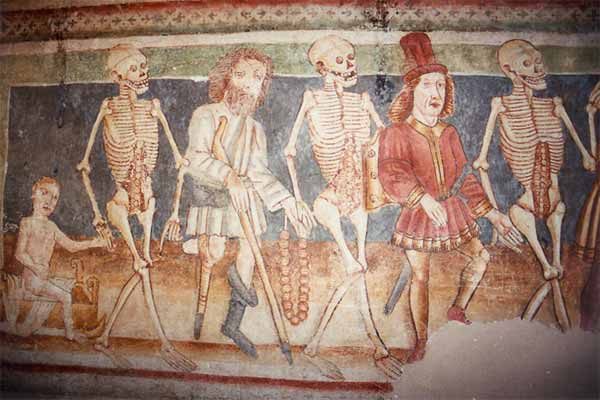
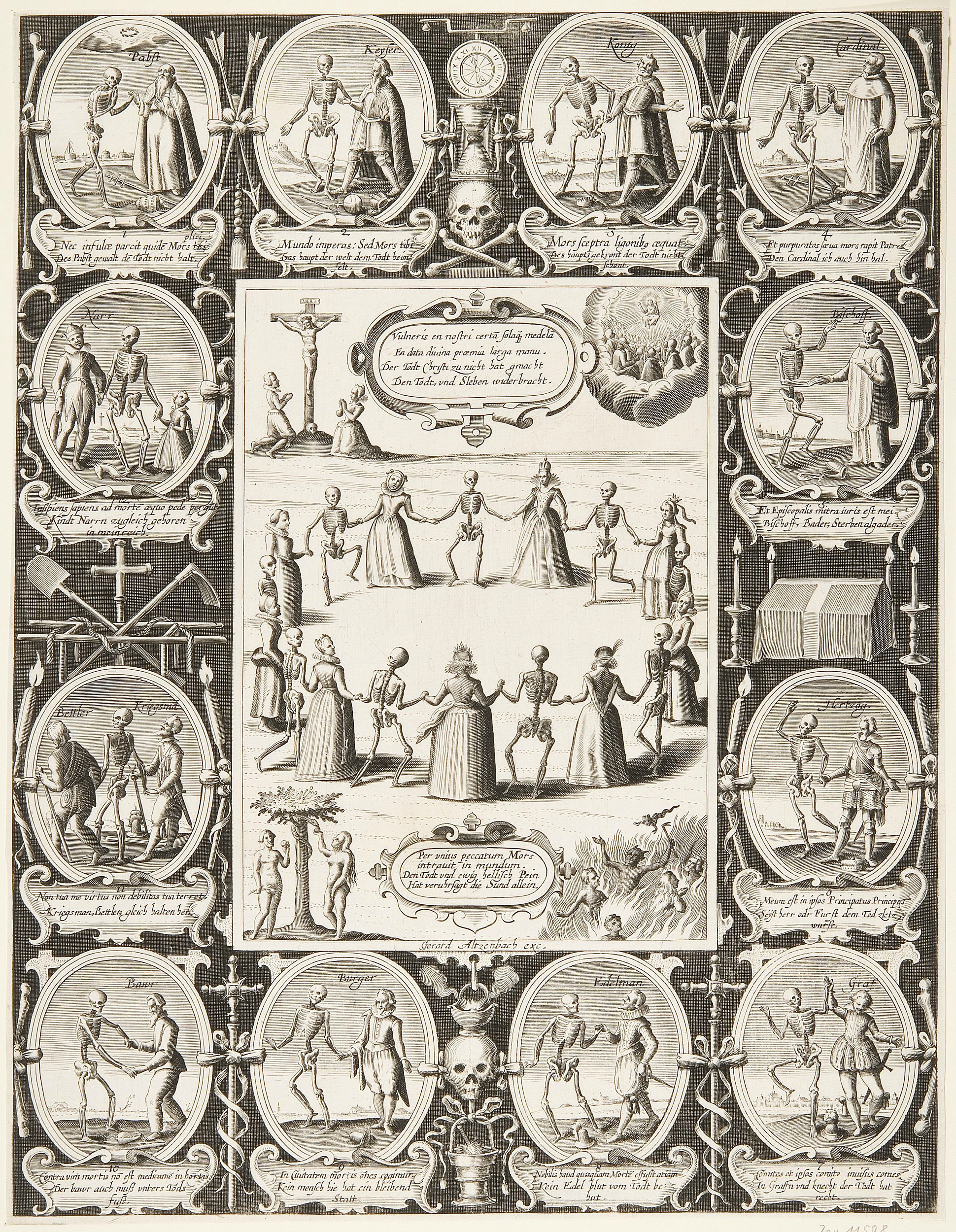
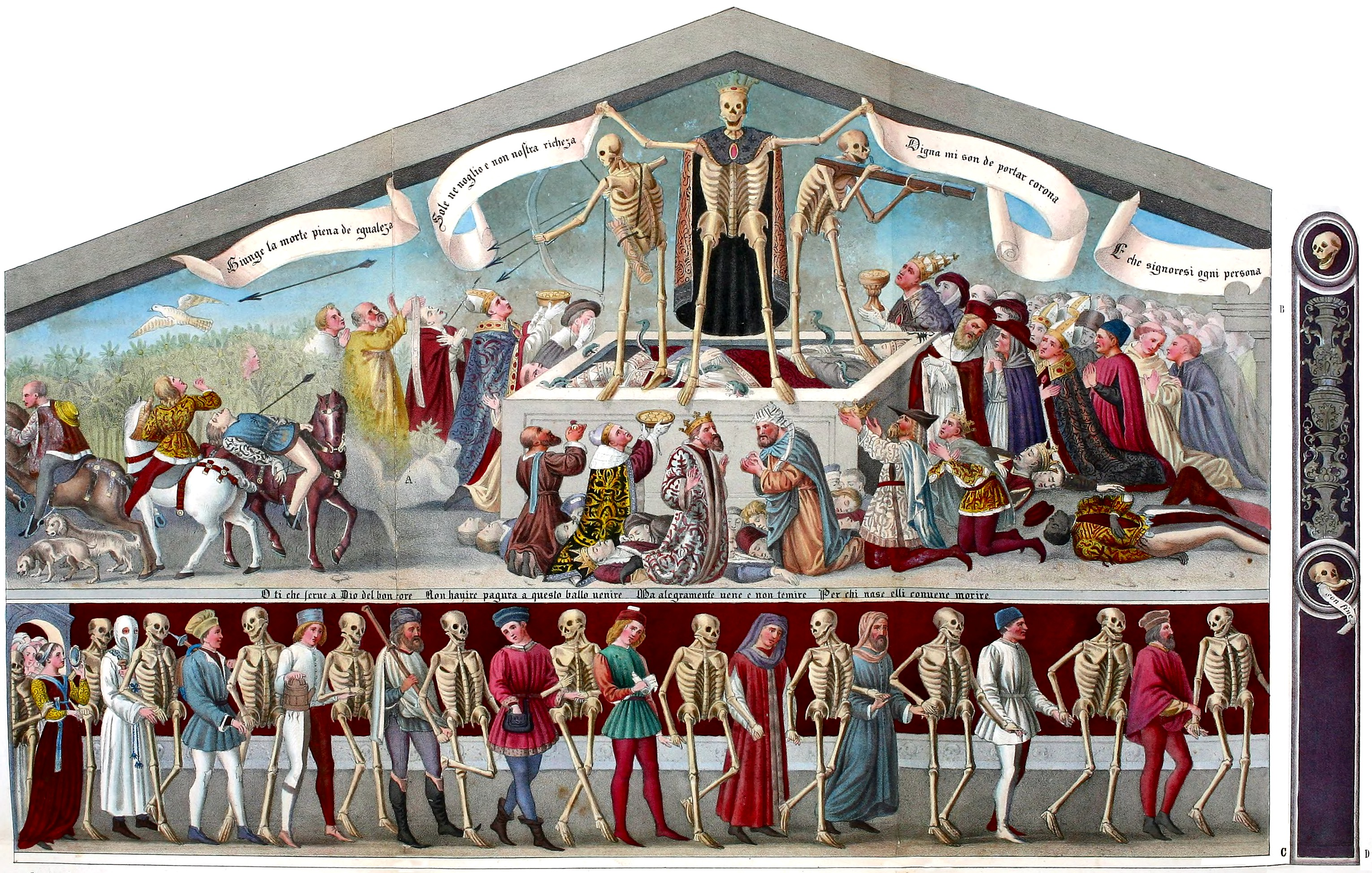
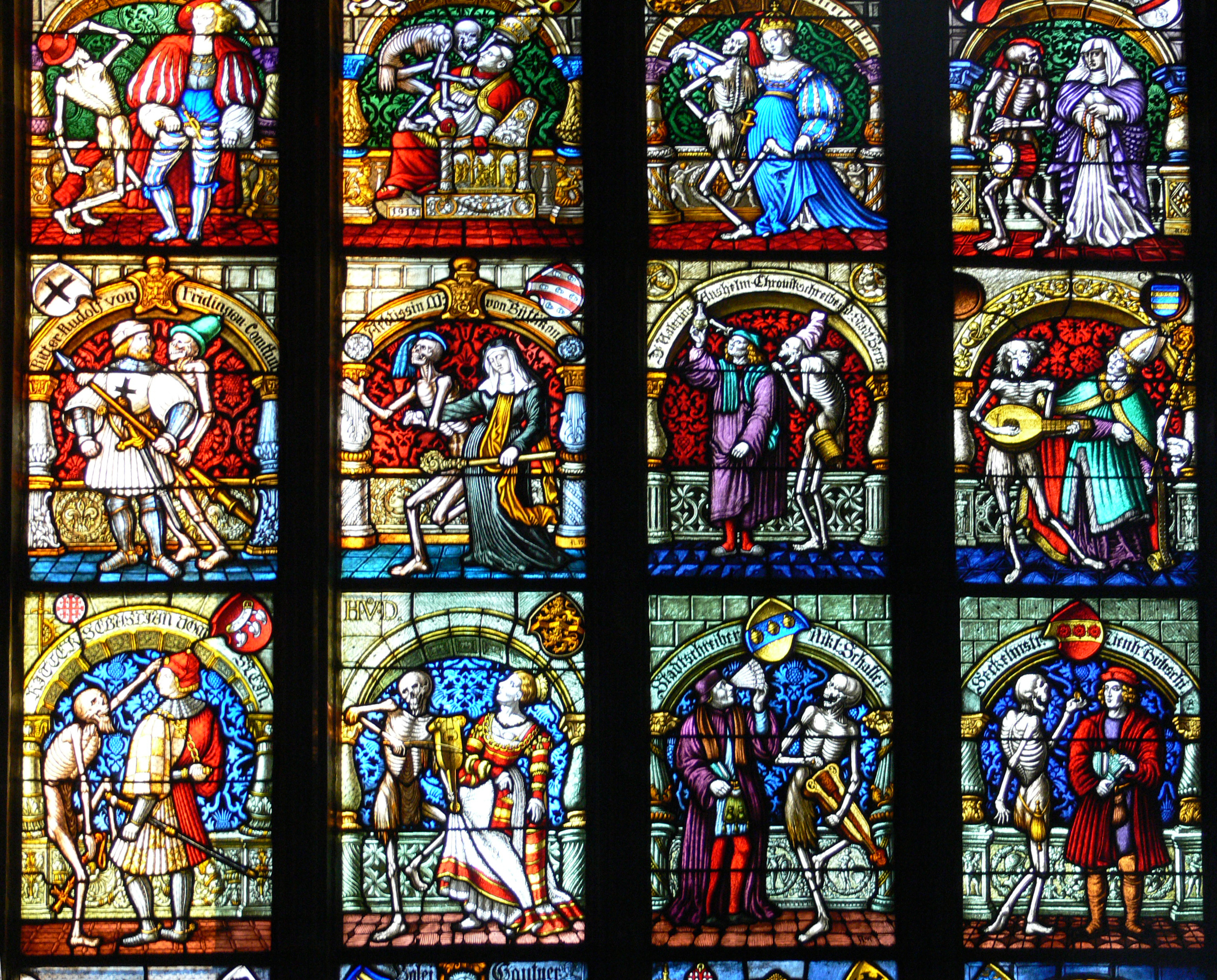